# Governo Drnovšek I
Janez Drnovšek è stato per la prima volta Primo ministro della Slovenia dal 14 maggio 1992 al 25 gennaio 1993. Il Governo Drnovšek I comprende il Primo ministro, 3 vicepresidenti e 23 ministri.
- Composizione
  - Democrazia Liberale di Slovenia (LDS)
  - Partito Socialdemocratico Sloveno (SDS)
  - Partito Democratico (DS)
  - Lista Unita dei Socialdemocratici (ZLSD)
  - Partito Socialista di Slovenia (SSS)
  - Verdi di Slovenia (ZS)

## Primo ministro
- Janez Drnovšek (LDS)

## Vicepresidenti
- Jože Pučnik (SDS)
- Herman Rigelnik (indipendente)
- Viktor Žakelj (SSS)

## Ministri

### Finanze
- Janez Kopač (LDS) fino al 10 giugno 1992
- Mitja Gaspari (indipendente) dal 10 giugno 1992

### Interni
- Igor Bavčar (DS)

### Affari Esteri
- Dimitrij Rupel (DS)

### Difesa
- Janez Janša (SDS)

### Giustizia e Amministrazione
- Miha Kozinc (LDS)

### Pianificazione
- Davorin Kračun (LDS)

### Rifornimento Energetico
- Franc Avberšek (ZLSD)

### Piccolo Commercio
- Maks Tajnikar (ZLSD)

### Industria e Costruzione
- Dušan Šešok (SKD)

### Commercio
- Jožef Jeraj (SLS) fino al 23 settembre 1992
- Davorin Valentinčič dal 23 settembre 1992

### Turismo e Approvvigionamento
- Janez Sirše (LDS)

### Agricoltura, Politiche Forestali e Alimentazione
- Jože Protner (LDS)

### Trasporti e Comunicazioni
- Marjan Krajnc (SDS)

### Protezione Ambientale e Pianificazione Territoriale
- Miha Jazbinšek (ZS)

### Lavoro
- Jožefa Puhar (ZLSD)

### Salute, Famiglia e Affari Sociali
- Božidar Voljč (ZS)

### Veterani di Guerra e Disabili
- Ana Osterman (ZLSD)

### Istruzione e Sport
- Slavko Gaber

### Scienza e Tecnologia
- Peter Tancig (ZS)

### Cultura
- Borut Šuklje (SSS)

### Legislazione
- Alojz Janko (indipendente)

### Informazione
- Jelko Kacin (DS)

### Sloveni all'Estero e Minoranze in Slovenia
- Janko Prunk (indipendente)